# Avtandil Tchrikishvili
Avtandili Tchrikishvili (em georgiano:  ავთანდილ ჭრიკიშვილი; Gardabani, 18 de março de 1991) é um judoca georgiano.

## Carreira
Ele defendeu a Geórgia nos Jogos Olímpicos de Londres 2012 na categoria até 81 km.
O Ministério do Esporte e Juventude da Geórgia nomeou-o como "melhor esportista georgiano de 2014".